# Sibovia skeeleae
Sibovia skeeleae är en insektsart som beskrevs av Young 1977. Sibovia skeeleae ingår i släktet Sibovia och familjen dvärgstritar. Inga underarter finns listade i Catalogue of Life.